# Crataegus aurantia
Crataegus aurantia — вид квіткових рослин із родини трояндових (Rosaceae).

## Біоморфологічна характеристика
Це листопадне невелике дерево чи кущ 30–50 дм заввишки, з колючками чи без, колючки 1–2 см. Молоді гілочки темно-пурпурні, старі — сірувато-коричневі, спочатку запушені. Листки: ніжки листків 1.5–2.5 см, густо запушені; пластина зверху темно-зелена, широко яйцювата, 4–7 × 3–7 см, знизу запушена, густо уздовж жилок, зверху рідко запушена, основа округла, усічена чи широко клиноподібна, край гострий і неправильно пилчастий, з 2 або 3 парами часток, верхівки часток від тупих до шпилястих, краї пилчасті, верхівка гострувата, верхня поверхня коротко запушена молодою, пізніше гола. Суцвіття — багатоквітковий складний щиток, 3–4 см в діаметрі. Квітки ≈ 1 см у діаметрі; чашолистки широко трикутні, 4–6 мм; пелюстки білі, майже округлі, ≈ 5–6 мм; тичинок 18–20. Яблука оранжевувато-червоні у висушеному вигляді, довгасто-яйцюваті молодими, майже кулясті зрілими й ≈ 1 см у діаметрі, голі; чашолистки стійкі. Період цвітіння: травень і червень; період плодоношення: серпень і вересень.

## Ареал
Ендемік північно-центрального Китаю (Ґаньсу, Хебей, Шеньсі, Шаньсі).
Населяє змішані ліси на схилах; на висотах 1000–1800 метрів.